# Dolní Podluží
Dolní Podluží é uma comuna checa localizada na região de Ústí nad Labem, distrito de Děčín.